# 尚恩·阿姆斯壯
尚恩·麥可·阿姆斯壯（英語：Shawn Michael Armstrong，1990年9月11日—），為美國職棒大聯盟的投手，目前效力於德州遊騎兵。他先前曾效力於印地安人、水手、金鶯、光芒、馬林魚、紅雀與小熊等隊。

## 職業生涯

### 克里夫蘭印地安人
2011年美國職棒大聯盟選秀，印地安人在第18輪選進阿姆斯壯。他在2015年8月8日登上大聯盟，初登板主投1局無失分，還送出2次三振。他在菜鳥年繳出2.25的防禦率，隔年他的防禦率為2.53。2017年，他的防禦率為4.38。

### 西雅圖水手
2017年12月13日，印地安人將阿姆斯壯交易到水手。隔年他繳出1.23的防禦率，不過他在2019年的防禦率高達14.73，加上他開季就面臨斜肌傷勢，水手因此在4月26日將他指定讓渡。

### 巴爾的摩金鶯
2019年4月28日，金鶯從讓渡名單中選走阿姆斯壯。整季他的防禦率為5.13。隔年他投出2勝，防禦率1.80。
不過在2021年，阿姆斯壯的防禦率暴漲到8.55。他也在6月4日被指定讓渡。

### 坦帕灣光芒
2021年7月30日，阿姆斯壯被交易到光芒。該年他出賽11場比賽，繳出4.50的防禦率。球季結束後，他成為自由球員。

### 邁阿密馬林魚
2022年3月13日，阿姆斯壯與馬林魚簽下小聯盟約。他在4月初入選大聯盟開季輪值，不過他在5月2日就被指定讓渡。

### 重返坦帕灣
同年5月10日，阿姆斯壯與光芒簽下小聯盟約。他在5月底回到大聯盟，並投出2勝3敗，防禦率3.60的成績。
2023年4月中，他因為脖子受傷進入60天傷兵名單。整季他的防禦率為1.38。隔年他與球隊續簽1年205萬美元的合約，該年他的防禦率為5.40。

### 聖路易紅雀
2024年7月30日，光芒將阿姆斯壯交易到紅雀，換來迪蘭·卡爾森。他在紅雀繳出2.84的防禦率，不過他在8月27日遭到指定讓渡。

### 芝加哥小熊
2024年8月30日，小熊從讓渡名單中選進阿姆斯壯。他在小熊投了7.1局，防禦率4.91。最後他在9月20日被指定讓渡，24日遭到釋出。

### 德州遊騎兵
2024年12月23日，阿姆斯壯與遊騎兵簽下一年合約。

## 外部連結
- 球員資訊和成績在MLB ，ESPN ，Retrosheet ，Baseball Reference ，Baseball Reference (Minors) ，Fangraphs ，The Baseball Cube （英文）